# Universidad de Leeds
La Universidad de Leeds es una universidad pública de investigación ubicada en Leeds, West Yorkshire, Inglaterra. Fue fundada en 1874 como el Yorkshire College of Science. En 1884, se fusionó con la Leeds School of Medicine (establecida en 1831) y fue renombrada como Yorkshire College. En 1887, pasó a formar parte de la Universidad Federal de Victoria, uniéndose al Owens College (que se convirtió en la Universidad de Mánchester) y al University College Liverpool (que se convirtió en la Universidad de Liverpool). En 1904, el rey Eduardo VII otorgó una carta real a la Universidad de Leeds, junto con universidades como Oxford, Cambridge, o UCL, hace parte del Grupo Russell , lo que la posiciona como una de las universidades más prestigiosas de Inglaterra y el mundo 
La universidad es considerada una de las mejores universidades del mundo. Leeds es la décima universidad más grande del Reino Unido por número total de matrículas y recibe más de 68,000 solicitudes de ingreso de pregrado al año, lo que la convierte en la cuarta universidad más popular del Reino Unido por volumen de solicitudes (después de Mánchester, University College London y King’s College London). En el período 2023–24, Leeds tuvo unos ingresos de £1.05 mil millones, de los cuales £190.9 millones provinieron de subvenciones y contratos de investigación, con un gasto total de £748.1 millones. La universidad posee donaciones financieras por un valor de £94.8 millones (2024), situándola entre las veinte universidades británicas con mayor dotación económica.
Entre sus exalumnos destacados se encuentran el actual primer ministro del Reino Unido, Keir Starmer, el exministro del Interior y de Asuntos Exteriores Jack Straw, el astronauta de la NASA Piers Sellers y seis premios Nobel.

## Historia
La universidad se establecía en 1831 como Yorkshire College of Science. En 1884, se fusionó con una escuela llamada Leeds School of Medicine y en 1887 pasó a ser parte de la Universidad de Victoria Federal. Siguiendo una Carta Real y Acto de Parlamento en 1904, se convirtió en una universidad independiente con el derecho para conferir sus propios grados y adoptó el nombre con la que se conoce hoy en día.

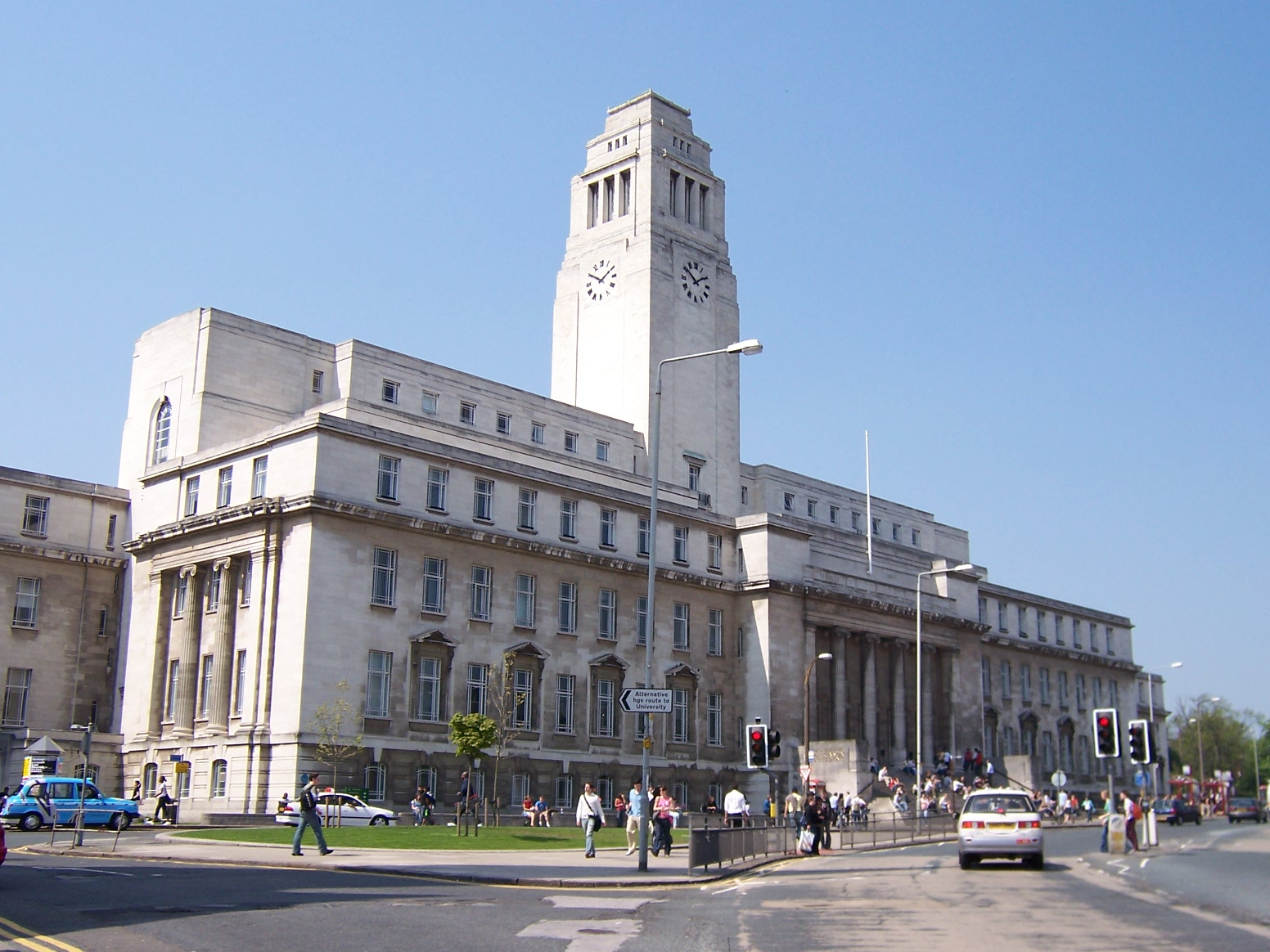
Parkinson Building

## Alumnos notables

#### Política
• Nambaryn Enkhbayar, expresidente de Mongolia 

•Keir Starmer, primer ministro del Reino Unido 
 

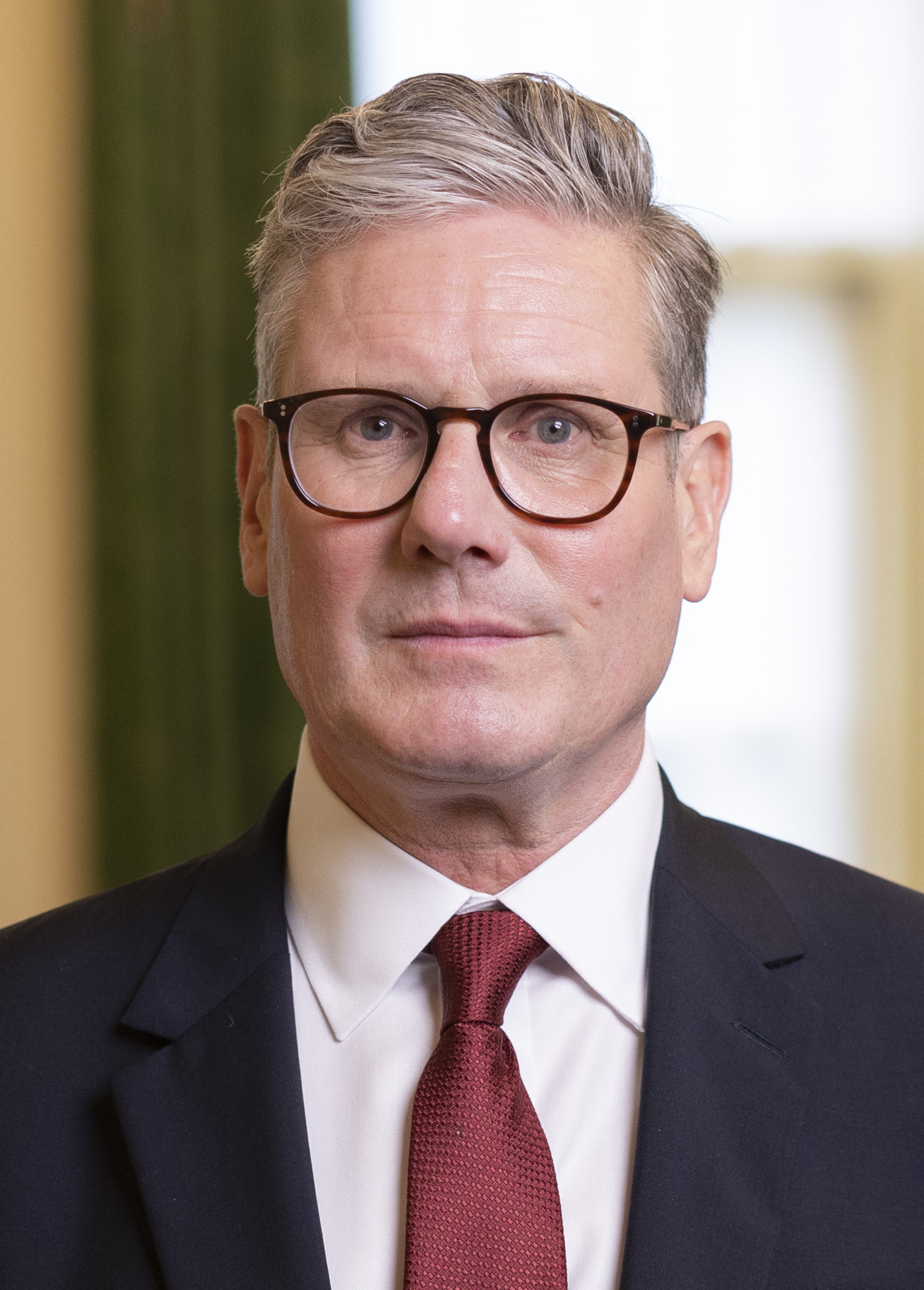
Keir Starmer, Primer ministro del Reino Unido

Hage Geingob, expresidente de Namibia 
 •	
Kwabena Kwakye Anti, político ghanés 
 •	
John Battle, exmiembro laborista del Parlamento por Leeds West (Inglés, 1976)
 •	
Irwin Bellow, Baron Bellwin, exministro conservador de Estado para el Medio Ambiente (Licenciado en Derecho)
 •	
Alan Campbell (British politician), parlamentario laborista por Tynemouth y exjefe de disciplina parlamentaria (PGCE)
 •	
Mark Collett, exlíder juvenil del BNP y director de publicidad del partido (Economía Empresarial, 2002)

 •	Nambaryn Enkhbayar, expresidente de Mongolia (2000–2004) (estudiante de intercambio, 1986)

 •	José Ángel Gurría, economista, secretario general de la OCDE

 •	Ken Hind, abogado y exparlamentario conservador por West Lancashire (Derecho, 1971)

 •	Eric Illsley, parlamentario laborista por Barnsley Central (Licenciado en Derecho)

 •	Chris Leslie (politician), exparlamentario laborista por Shipley (1997–2005) y Nottingham East (2010–2019) (Política y Estudios Parlamentarios, 1994)

 •	Andrew Leung, presidente actual del Consejo Legislativo de Hong Kong

 •	Alison Lowe, primera mujer negra concejala en Leeds (Historia, ingresó en 1987)

 •	Simba Makoni, político zimbabuense y candidato presidencial en 2008

 •	Jess Phillips, parlamentaria laborista por Birmingham Yardley (Economía, Historia Económica y Política Social, 2003)

 •	Rafizi Ramli, ministro de Economía de Malasia (Ingeniería Eléctrica, 1999)

 •	Khalid Abdul Samad, político malasio y exministro de Territorios Federales

 •	Clare Short, exparlamentaria laborista por Birmingham Ladywood y secretaria de Desarrollo Internacional (Ciencia Política, 1969)

 •	Jeanne Siméon, ministra de Vivienda, Tierras, Infraestructura y Transporte en Seychelles (Gestión Educativa y Formación Docente)

 •	Bracewell Smith, empresario, parlamentario conservador (1932–45) y alcalde de Londres (1946)

 •	Alex Sobel, parlamentario del Partido Laborista Co-op por Leeds North West (Sistemas de Información, 1997)

 •	Keir Starmer, primer ministro del Reino Unido desde 2024, líder del Partido Laborista desde 2020, parlamentario por Holborn y St Pancras desde 2015, exdirector de la Fiscalía de la Corona (Licenciado en Derecho, 1985)

 •	Jack Straw, abogado, exparlamentario laborista por Blackburn; exministro del Interior y de Exteriores (Licenciado en Derecho, 1967)

 •	Paul Truswell, exparlamentario laborista por Pudsey (Historia, 1977)

 •	Sayeeda Warsi, Baroness Warsi, expresidenta del Partido Conservador y ministra sin cartera (Licenciada en Derecho)

 •	Ahmad Samsuri Mokhtar, jefe de gobierno del estado de Terengganu, Malasia, y exprofesor universitario (Aeronáutica)

### Medios

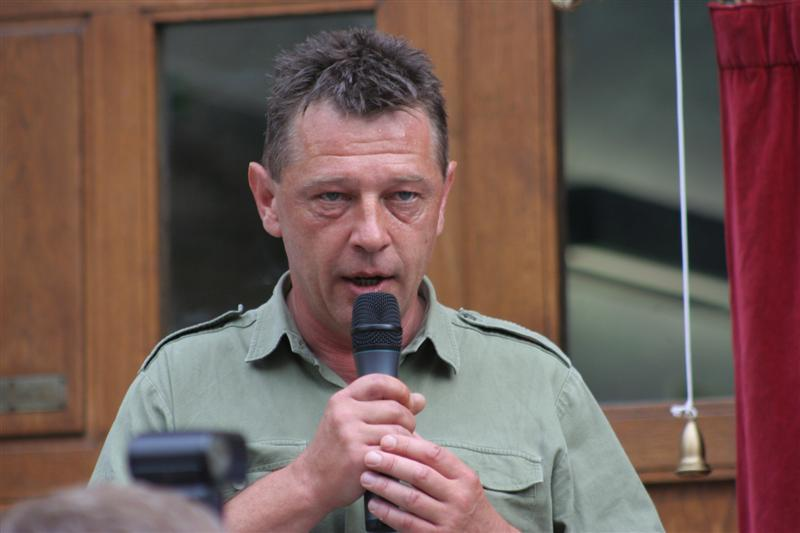
Andy Kershaw, periodista y DJ de radio

- Timothy Allen, fotoperiodista (Zoología, 1989)[1]
- Steve Bell, caricaturista político de The Guardian (Bellas Artes, 1974)[2]
- Mark Brayne, corresponsal extranjero de la BBC (BA, Idiomas Modernos, 1973)[3]
- Mark Byford, subdirector general de la BBC (LLB en Derecho, 1979)[4]
- James Cooper, copresentador de My Dad Wrote a Porno
- Martine Croxall, periodista de televisión y presentadora de noticias de BBC News (BA Geografía, 1990)
- Barry Cryer, comediante y guionista (Inglés, no se graduó,[5] recibió un doctorado honorario en 2017)
- Paul Dacre, editor del Daily Mail (Inglés, 1970)[2]
- Gavin Esler, presentador de Newsnight (MA Literatura Anglo-Irlandesa, 1975)[2]
- Polly Evans, presentadora de televisión, South East Today (Inglés y Teatro, 1990s)
- Jenni Falconer, presentadora de televisión (Estudiante, Español e Italiano, 1990s)[6]
- Tatiana Hambro, escritora y editora de moda para Moda Operandi y British Vogue
- Nancy Kacungira, presentadora y corresponsal ugandesa, BBC News[7]
- Andy Kershaw, DJ y locutor (Política)
- Liz Kershaw, periodista y DJ de radio (Textiles, 1978)[5]
- Alice Levine, copresentadora de My Dad Wrote a Porno y ex DJ de BBC Radio 1
- Melanie McFadyean (1950–2023), periodista y profesora
- Peter Morgan, guionista (Bellas Artes, 1985)[8]
- Jamie Morton, copresentador de My Dad Wrote a Porno
- Naga Munchetty, presentadora de televisión y periodista (Literatura y Lengua Inglesa, 1997)
- Nick Owen, presentador de televisión y locutor de noticias inglés (Clásicos, 1969)
- Richard Quest, reportero de CNN (Derecho, 1985)[2]
- Anita Rani, presentadora inglesa de radio y televisión y periodista (Radiodifusión)[5]
- Jay Rayner, escritor de artículos y crítico gastronómico, The Observer (Estudios Políticos, 1987)[2]
- Steve Rosenberg, editor de la BBC para Rusia (Estudios Rusos, 1991)
- Georgie Thompson, presentadora de Sky Sports News (Periodismo de Radiodifusión, 1999)[2]
- Fergus Walsh, editor médico de la BBC (Literatura Inglesa, 1983)
- Mark Wheat, DJ de radio en The Current de Minnesota Public Radio (Inglés, 1981)[9]
- Nicholas Witchell, locutor de noticias de la BBC y corresponsal real y diplomático (LLB en Derecho, 1976)[2]
- Alan Yentob, Director Creativo de la BBC (LLB en Derecho, 1968)[5]

### Artes

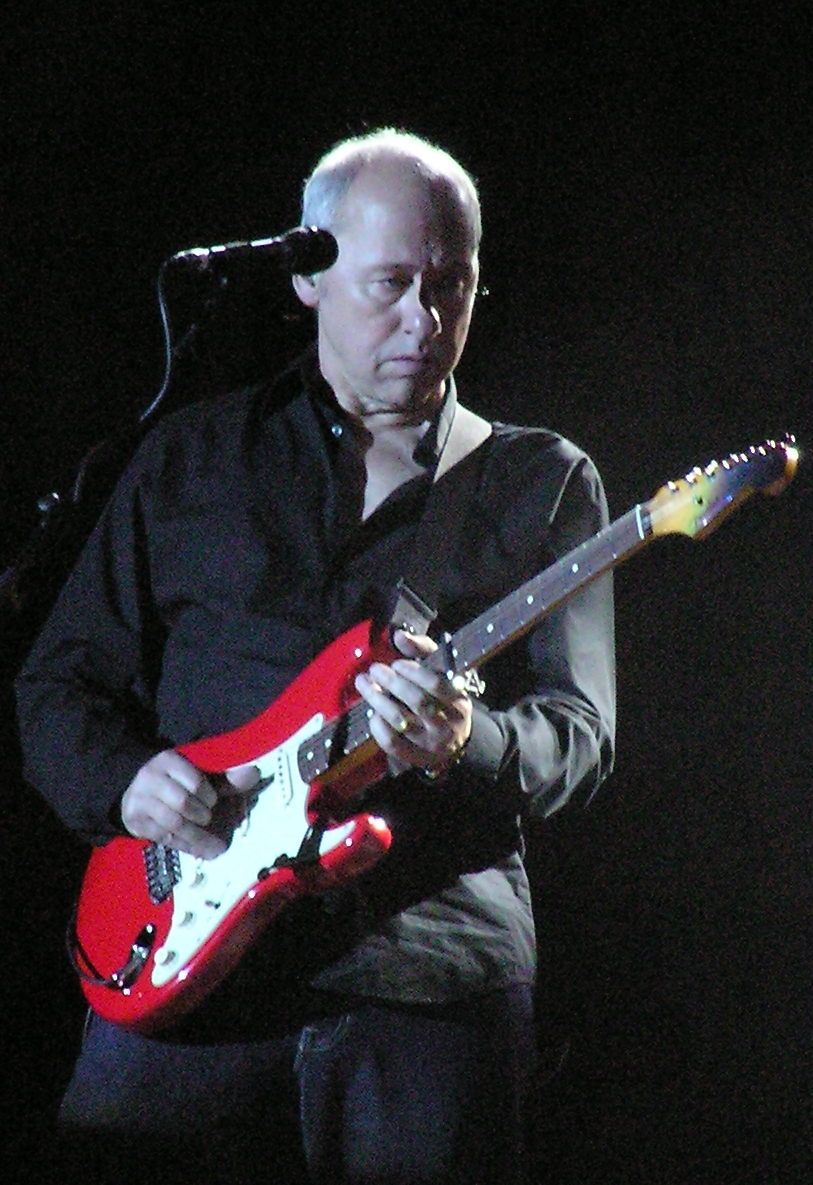
Mark Knopfler, músico

#### Música
- Los miembros de Alt-J se conocieron en la universidad (Bellas Artes; Literatura Inglesa, 2007)[9]
- David Gedge, guitarrista, compositor y vocalista de The Wedding Present, Cinerama (band) (Matemáticas, 1981)[10]
- Alex Glasgow, cantautor (Alemán)
- Mark Knopfler, músico de rock, guitarrista, cantante y compositor (Inglés, 1973)[10]
- Little Boots, nacida Victoria Hesketh, música electrónica[11]
- Corinne Bailey Rae, cantante de soul (Literatura Inglesa, 2000)[10]
- Simon Rix, bajista de la banda de Leeds Kaiser Chiefs (Matemáticas y Geografía, 2000)[10]
- Sigma (DJs), dúo inglés de drum and bass formado por Cameron Edwards y Joe Lenzie
- Kyle Simmons, miembro de Bastille
- Dan Smith, miembro de Bastille[10]
- Estelle White, compositora
- Katie White, cantante y guitarrista de The Ting Tings[12]
- Joanne Yeoh, violinista malasia (Música, 1999)[13]

#### Teatro y Cine
- Shona Auerbach, directora/cinematógrafa galardonada de Dear Frankie
- Leslie Cheung, actor y cantante de Hong Kong (Gestión Textil, no se graduó por razones familiares, 1977)
- Emma Mackey, actriz franco-británica
- Alistair McGowan, actor, comediante e imitador (Inglés, 1986)[5]
- Kay Mellor, actriz de televisión y guionista (asistió a Bretton Hall, 1983)
- Hannah New, modelo y actriz inglesa
- Kate Phillips, actriz inglesa
- Ronald Pickup, actor inglés (Inglés 1962)
- Chris Pine, actor americano de Hollywood, estudió como estudiante de intercambio durante su tercer año (Inglés)[5]
- Laura Rollins, actriz inglesa, estudió Inglés y Teatro[14]
- Siddhanth, actor indio de cine Kannada, (estudió M.H.A.)[15]

#### Literatura
- Patrick Allen, autor y profesor galardonado (Inglés y Francés, 1979)
- Nick Brownlee, escritor de thrillers criminales
- Jonathan Clements, escritor (Japonés, 1994)
- Tony Harrison, poeta (Clásicos con Lingüística, 1958)[8]
- Storm Jameson, escritora (Inglés, 1912; MA 1914)[16]
- Pamela Kola, autora keniana de libros infantiles
- Lucy Diamond, seudónimo de Sue Mongredien, autora de libros infantiles (Inglés 1993)
- Arthur Ransome, escritor,[16] estudió ciencias durante dos trimestres en 1901
- Herbert Read, poeta y crítico literario (Inglés)[16]
- Wole Soyinka, escritor nigeriano y primer africano ganador del Premio Nobel de Literatura en 1986 (Inglés, 1957)[8]
- Greg Stekelman, escritor e ilustrador, autor de A Year in the Life of TheManWhoFellAsleep (Inglés y Español, 1998)
- Ngũgĩ wa Thiong'o, autor keniano (estudiante de Inglés, 1960s)[17]

#### Otros
- Paul Crowther, filósofo, profesor universitario y autor
- Jeremy Dyson, guionista y miembro de The League of Gentlemen (Filosofía, 1989)[8]
- Jacky Fleming, caricaturista galardonada
- Barry John, director de teatro y profesor
- Malcolm Neesam, historiador de Harrogate, North Yorkshire
- Esther Simpson, organizadora del equivalente académico del kindertransport, salvando académicos refugiados de los nazis, edificio del campus nombrado en su honor en 2022.[18]

### Ciencia y tecnología

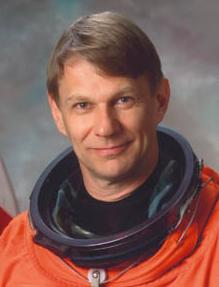
Piers Sellers, astronauta de la NASA

- Niaz Ahmad Akhtar, Vicerrector de la Universidad del Punjab
- Lilias Armstrong, fonetista (B.A., 1906)[19]
- Sir David Baulcombe, científico de plantas (Botánica, 1973)
- Robert Blackburn, pionero de la aviación y fundador de Blackburn Aircraft[16] (Ingeniería, 1906)
- Dave Cliff, Profesor de Ciencias de la Computación, Universidad de Bristol (Ciencias Computacionales, 1987)
- Emily Cummins, Mujer Tecnológica del Futuro 2006, Innovadora Femenina Británica del Año 2007
- Val Curtis, profesora de salud pública, Escuela de Higiene y Medicina Tropical de Londres
- Bernadette Drummond, profesora de odontología en la Universidad de Otago y Universidad de Leeds[20]
- Mary Gibby, botánica y profesora (Botánica, 1971)[21]
- Rubina Gillani, doctora médica paquistaní y especialista en salud pública
- Edmund Happold, fundador de Buro Happold y el Consejo de la Industria de la Construcción (Ingeniería Civil, 1957)[16]
- Sir Percival Hartley (1905) Director de Estándares Biológicos, Instituto Nacional de Investigación Médica
- D. G. Hessayon, autor de jardinería (Botánica, 1950)[8]
- Christina Jackson, ingeniera
- V. Craig Jordan, responsable de la investigación pionera sobre el cáncer de mama y el desarrollo del medicamento contra el cáncer tamoxifeno (BSc y Ph.D. en farmacología, 1969 y 1972)[22]
- Esther Killick, fisióloga (MB ChB 1929, MSc 1937, DSc 1952)
- Michael Lawrie, experto en seguridad informática y redes sociales (Ciencias Computacionales, 1989)
- Michael Martin, ingeniero de puentes (Ingeniería Civil, 1975)[23]
- John E. M. Midgley (1935–2023), bioquímico británico
- Sir Timothy O'Shea, científico informático y Vicerrector y Rector de la Universidad de Edimburgo
- George Porter, químico, ganador del Premio Nobel y Presidente de la Sociedad Real (Química, 1941)
- Dan Quine, científico informático[24]
- Anya Reading, profesora de geofísica en la Universidad de Tasmania (PhD Geofísica 1997)
- Malcolm Richardson, micólogo
- Piers Sellers, astronauta de la NASA (Biometeorología, 1981)
- Margot Shiner, gastroenteróloga (Medicina, 1947)
- Karen Steel, genetista, Investigadora Principal en el Instituto Wellcome Trust Sanger
- James Francis Tait, Endocrinólogo y descubridor de la aldosterona. (Física 1945)
- Hassan Ugail, Profesor de Computación Visual en la Universidad de Bradford
- Matthew West, tecnólogo
- Jennifer Wilby, Directora del Centro de Estudios de Sistemas, Universidad de Hull
- Guy Alfred Wyon, patólogo, investigador, profesor
- Anne Young (nurse), fundadora de la primera escuela irlandesa de enfermería general
- Robert Zachary, cirujano pediátrico

### Otros
- Abdullah Yusuf Ali, traductor del Corán
- Michael Asher, explorador del desierto y autor (Inglés 1977)[8]
- Margaret Atack, profesora, jefa de francés, decana de artes e investigadora; erudita de la Segunda Guerra Mundial y literatura francesa[25]
- Alistair Brownlee, Olímpico y Campeón Mundial de Triatlón ITU ITU Triathlon World Championships (Fisiología y Deporte 2009)[26]
- Daniel Byles, remero oceánico poseedor del Récord Mundial Guinness y explorador polar (Estudios de Economía y Gestión 1996)
- Nancy Cruickshank, empresaria británica en belleza, moda y tecnología[27]
- Abdul Haque Faridi, académico bangladesí
- Kat Fletcher, presidenta de la Unión Nacional de Estudiantes del Reino Unido, 2004–2006 (Sociología)
- Bagrat Galstanyan, teólogo y clérigo armenio, primado de la Diócesis de Tavush
- Sir Julian Goose, juez del Tribunal Superior
- Andrew Harrison (nacido en 1970), CEO de Carphone Warehouse[28]
- Lindsay Hawker, profesora de inglés británica y víctima de asesinato (Inglés, 2006)[29]
- Peter Hendy, Baron Hendy of Richmond Hill, Presidente, Network Rail (Economía y Geografía, 1975)[30]
- Richard Hoggart, sociólogo y autor de Los Usos de la Alfabetización (Inglés, 1939)[16]
- Euphemia Steele Innes, RRC, DN (1874–1955), enfermera escocesa, matrona de Enfermería General de Leeds durante 21 años, matrona principal del 2º Hospital General del Norte, fundadora de la Liga de Enfermeras de Leeds
- Lauren Jeska, corredor de montaña transgénero condenado por el intento de asesinato de Ralph Knibbs (Estudios de Género)[31]
- Simon Lee, empresario, Director Ejecutivo de RSA Insurance Group (Inglés y Francés)
- Nicola Mendelsohn, ejecutiva publicitaria británica (Inglés y Estudios Teatrales, 1992)[30]
- Abdullah O. Nasseef, geólogo, químico y político saudí
- W. H. New, Profesor de Literatura Inglesa en La Universidad de Columbia Británica, Oficial de la Orden de Canadá
- Tom Palmer, jugador de Rugby Union
- David Parry, dialectólogo que fundó la Encuesta de Dialectos Anglo-Galeses
- Ivor Porter, embajador y autor de Operation Autonomous y King Michael (Inglés, 1936)
- Richard Profit, explorador polar (Biología y Estudios de Gestión 1996)
- Nourah al-Qahtani, académica y prisionera de conciencia (Literatura Árabe 2017)
- Subir Raha, líder empresarial indio (MBA 1985)
- Ken Robinson, educador (Inglés y drama, 1972)
- Sir Christopher Rose, exjefe de la División Criminal de la Corte de Apelación (LL.B., 1957)[32]
- Jacob Rowan, excapitán del Equipo de Rugby Union U20 de Inglaterra y jugador actual de Gloucester Rugby[26]
- Harold Shipman, médico general y asesino en serie condenado (Medicina, 1970)
- Reynhard Sinaga, violador en serie indonesio y el violador más prolífico en la historia legal británica (Geografía humana)[33]
- George Martin Stephen, director de St Paul's School, Londres (Inglés e Historia)
- Brigadier Mike Stone, Director de Información del Ministerio de Defensa
- Marilyn Stowe, abogada de divorcios y la primera Evaluadora Jefe y Examinadora Jefe del Panel de Derecho Familiar de la Sociedad de Abogados (Derecho, 1970s)
- Cec Thompson, jugador de rugby league y cofundador de Liga de Rugby Estudiantil
- Paul Watson, entrenador del equipo de fútbol del Estado de Pohnpei (Italiano, 2005)
- Sir Ernest Woodroofe, Presidente de Unilever (1970–1974)

## Personal

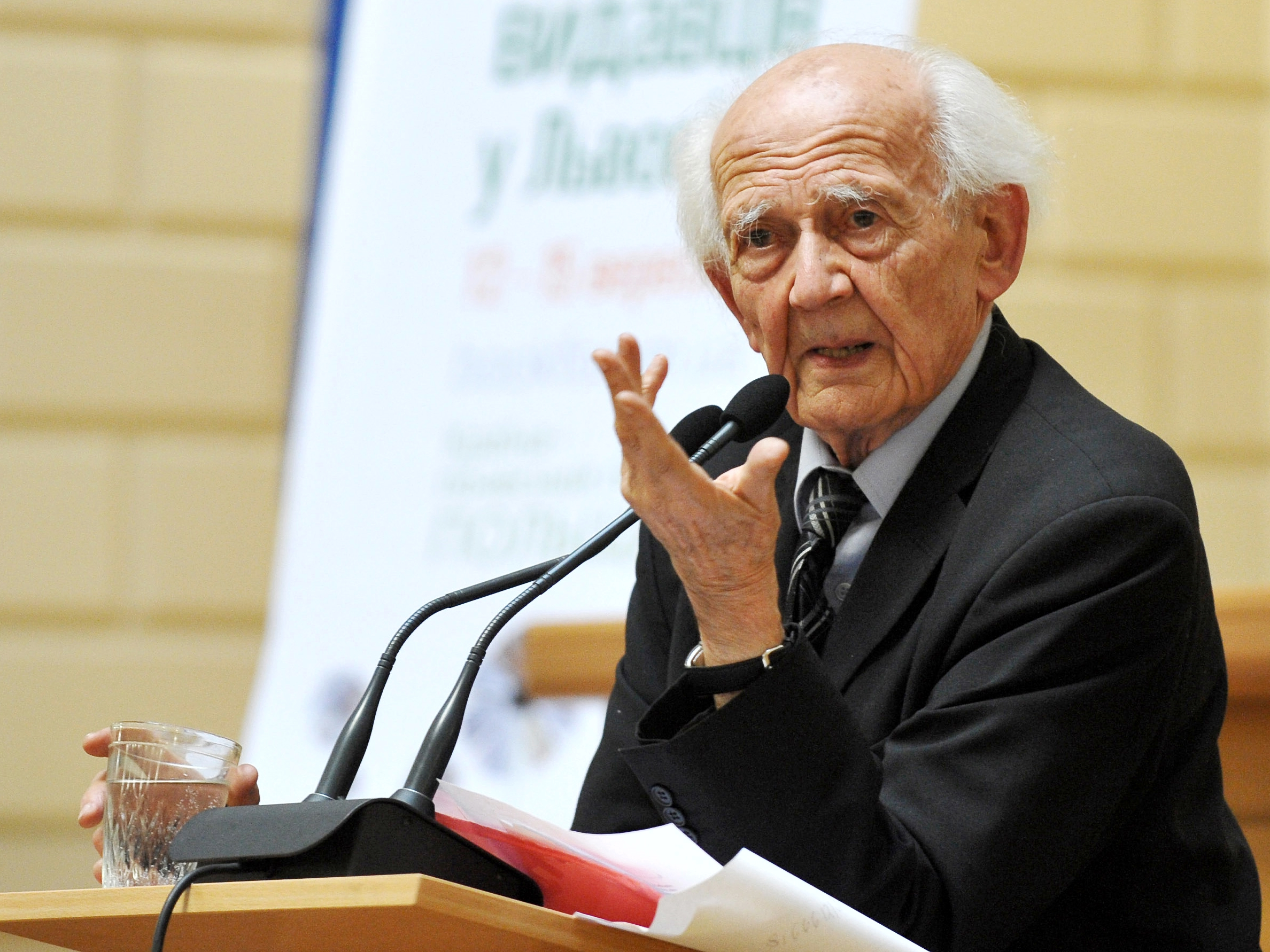
Zygmunt Bauman, sociólogo

Las siguientes personas han sido miembros del personal de la universidad:
- Lascelles Abercrombie, poeta y crítico literario (Profesor de Literatura Inglesa, 1923–1929)[16]
- William Astbury, físico y biólogo molecular que realizó estudios pioneros de difracción de rayos X de moléculas biológicas (Profesor/Lector en Física Textil, 1928–1946, Profesor de Física Biomolecular, 1946–61)[16]
- Manuel Barcia, historiador (Profesor de Historia Global)
- Zygmunt Bauman, sociólogo
- Maurice Beresford, historiador económico, arqueólogo medieval (Economía, 1948–1985)
- Regina Lee Blaszczyk, profesora de historia empresarial y catedrática en historia de los negocios y la sociedad
- Sir William Henry Bragg, físico y químico ganador del Premio Nobel (Profesor Cavendish de Física, 1909–1915)[16]
- Asa Briggs, historiador
- Dame Lynne Brindley, Directora Ejecutiva de la Biblioteca Británica (Bibliotecaria Universitaria, 1997–2000)
- Selig Brodetsky (1888–1954), matemático, Presidente de la Universidad Hebrea de Jerusalén
- Anthony Carrigan (profesor de literatura y culturas poscoloniales, 2013–16)
- Anastasios Christodoulou, Secretario Adjunto de la Universidad de Leeds y Secretario Fundador de la Universidad Abierta
- Pit Corder, profesor y lingüista aplicado (1961–1964)
- David Crighton, matemático (Matemáticas, 1974–1985)[16]
- Peter Geach FBA, filósofo, Profesor de Lógica 1966–81.
- Norman Greenwood, químico australiano y Profesor Emérito
- Geoffrey Hill, poeta (Inglés, 1954–1980)
- Geoff Hoon, político (Derecho, 1976–1981)
- Jane Ingham, botánica (Asistente de investigación de Joseph Hubert Priestley, 1920–1930)
- Sir Christopher Ingold, químico
- Benedikt Isserlin, semitista e historiador antiguo
- Catherine Karkov, historiadora del arte
- Susanne Karstedt, criminóloga[34]
- Percy Fry Kendall, geólogo galardonado (Geología 1904–22)
- Ursula King, estudiosa de la religión y el género
- G. Wilson Knight, crítico literario (Inglés)
- Owen Lattimore, pionero en estudios chinos (Profesor de estudios chinos, 1963–1970)[16]
- Irene Manton, botánica y bióloga celular (Profesora de Biología, 1946–1969)
- David I. Masson, escritor británico de ciencia ficción (bibliotecario asistente 1938–1939; curador de la Colección Brotherton 1956–1979)
- Duncan McCargo, Profesor de Ciencia Política (dos veces Director de la Escuela de Política y Estudios Internacionales), 1993–2020
- John Anthony McGuckin, ex Lector en Teología Patrística y Bizantina
- Sir Roy Meadow, pediatra[35]
- Ralph Miliband, teórico político (Profesor y Director del departamento de Política, 1972–1978)[16]
- David Macey, historiador intelectual
- Fred Orton, historiador del arte
- Joseph Hubert Priestley, botánico (Profesor de Botánica, 1911–1944)[36]
- Sheena Radford, Profesora Astbury de Biofísica
- Leonard James Rogers, matemático (Matemáticas 1889–1919)
- James Scott, catedrático de obstetricia y ginecología 1961–89
- Wole Soyinka, ganador nigeriano del Premio Nobel
- J. I. M. Stewart, escritor, a menudo bajo el seudónimo Michael Innes (Inglés, 1930–1935)
- Philip Thody, escritor, editor, traductor y Profesor de Literatura Francesa de 1965 a 1993
- E. P. Thompson, historiador (Extramural, 1948–1965)[16]
- J. R. R. Tolkien, escritor (Inglés, 1920–1925)[16]
- Stephen Turnbull, historiador militar
- Philip Wilby, compositor, Escuela de Música hasta 2006
- Fiona Williams, Profesora de Política Social de 1996 a 2012
- Ian N. Wood, historiador de la Edad Media
- Verna Wright, Profesora de Reumatología
- Victor Terence King, profesor emérito de estudios del Sudeste Asiático